# Lannemezan
Lannemezan (okcitánsky /gaskoňština/: Lanamesa) je malé město ve Francii. Leží mezi Tarbes a Toulouse na úpatí Pyrenejí; v regionu Midi-Pyrénées, départementu Hautes-Pyrénées. Má 5 762 obyvatel (rok 2007). Jeho obyvatelé se nazývají Lannemezanais (-aises).
Ve městě se nachází významný zdravotnický komplex (s bezmála 1 350 zaměstnanci), mj. s porodním a psychiatrickým oddělením. Od roku 2003 se ve městě pod patronací herce Marcela Maréchala každoročně koná divadelní festival Rencontres inter-pyrénéennes.
Ve městě sídlí ragbyový klub Cercle amical lannemezanais (CA Lannemezan), založený roku 1913, jenž soutěží v nejvyšší francouzské amatérské ragbyové lize. V Lannemezanu se kromě toho nachází 18-jamkové golfové hřiště.

## Partnerská města
- Tondela, Portugalsko